# Црква Преображења Господњег у Прибојевићима
Црква Преображења Господњег једнобродна је грађевина у селу Прибојевићи, Сребреница, Република Српска. Припада епархији зворничко-тузланској, а посвећена је Преображењу Господњем.
Градња цркве започета је 1928. године, а црква је грађена од сиге, покривена је црепом, а звоник лимом. Након завршетка изградње 1929. године, Епископ Нектарије осветио је храм.
Пре садашње цркве у Прибојевићима, стара црква била је испод села Божићи. На месту на ком је била црква данас постоје остаци старог гробља које је постојало око црквице. Та мала црква направљена је у време Мехмед-паше Соколовића, у време зидања моста на Дрини у Вишеграду. Тврди се да је био издат и берат о овој градњи на пергаменту, али се изгубио током Другог светског рата.
Данашњи храм сазидан је у време проте Теодора Марковића Гођевца. Приликом градње, брат проте поклонио је мало звоно за цркву, док је веће звоно цркви даривао краљ Александар са супругом за здравље своје деце. Наруџбино је 1936. године извела фирма Ливница звона, власника инжињера Предрага Јовановића из Новог Сада.
Током Другог светског рата црква је претрпела знатну штету, али је и однето све из ње. Обнављана је више пута, а прва обнова обављена је 1960. године када је замењен под цркве, а након великог невремена 1976. године другом обновом санирана је читава црква: замењен је цреп, прозори и уведена струја. Највише је страдала током Одбрамбено-отаџбинског рата 1992—1995. године, када су је усташе запалиле и тада су страдали иконостас и иконе, запаљен је звоник и једно звоно је пало на земљу и оштетило се. Црква је убрзо обновљена, а звоно послато у Београд на поправку.
Поред цркве налази се светосавски дом изграђен 2009. године, а црквена порта има површину од 14.470 квадратних метара.